# Christoph Rütimann
Christoph Rütimann (* 20. Mai 1955 in Zürich) ist ein Schweizer Künstler.

## Leben und Werk
Christoph Rütimann wurde 1955 in Zürich geboren und wuchs im bündnerischen Schiers auf. Nach dem Primarlehrerpatent besuchte er von 1976 bis 1980 die Schule für Gestaltung, Luzern. Bis 1999 wohnte er in Luzern. Danach zog er mit seiner Lebenspartnerin, der Übersetzerin Zsuzsanna Gahse, nach Müllheim TG, wo er seither lebt und arbeitet.
Rütimanns Werk reicht von Performances über Foto- und Videoarbeiten bis zu klassischen Ausdrucksmitteln wie Zeichnung, Malerei oder Skulptur. Bei allem ist ein Bezug zu naturwissenschaftlichen Fragestellungen spürbar, denen er sich in spielerischer Weise nähert und die vermeintliche Rationalität wissenschaftlicher Diskurse um die Dimension des Unwägbaren erweitert. Bemerkenswert sind Installationen wie die Endlosen Linien, die Gebäude durchstossen (Museum Schwab, Biel, 1991), die zu Skulpturen aufgestapelten Waagen (Waagenpyramide, 1991) oder sein Beitrag zur Biennale di Venezia 1993, wo er auf den monumentalen Sakralraum der Kirche San Stae mit einer schiefen Ebene reagiert, die vom Boden schräg gegen den Altarbereich ansteigt. Einen weiteren Aspekt in Rütimanns Schaffen bilden die Texte, die sich in den 1990er Jahren zu einem autonomen Werkstrang ausbilden. Als Tapeten überziehen sie ganze Ausstellungswände (mal grund vor wand, Aargauer Kunsthaus, 2002).

## Ausstellungen (Auswahl)
- 2008: Der Grosse Schlaf Kunstmuseum St. Gallen[1]
- 2008: In den Tönen Kartause Ittingen im Kunstmuseum Thurgau[2]

## Publikationen (Auswahl)
- mit Peter Fischer, Gerhard Mack, Max Wechsler: Hängen am Museum, Edizioni Periferia, Luzern 2002, ISBN 3-9522474-6-4.[3]
- mit Volker Adolphs, Konrad Bitterli, Markus Landert, Gerhard Mack, Christina Weder: Christoph Rütimann: Der grosse Schlaf, Verlag für Moderne Kunst, Nürnberg 2007, ISBN 978-3-939738-51-0.

## Auszeichnungen
- 1989: Conrad-Ferdinand-Meyer-Preis
- 1991: Anerkennungspreis der Stadt Luzern
- 2005: Internationaler Kunstpreis des Landes Vorarlberg
- 2007: Kunst- und Kulturpreis der Stadt Luzern